# The Duke's Dilemma
The Duke's Dilemma è un cortometraggio muto del 1913 diretto da Walter Edwin.

## Produzione
Il film fu prodotto dalla Edison Company.

## Distribuzione
Distribuito dalla General Film Company, il film - un cortometraggio in una bobina - uscì nelle sale cinematografiche statunitensi il 2 aprile 1913.